# قلدر (فیلم ۲۰۰۱)
قلدر (انگلیسی: Bully) فیلمی در ژانر درام و جنایی به کارگردانی لری کلارک محصول سال ۲۰۰۱ است.

## بازیگران
- برد رنفرو در نقش Martin "Marty" Puccio
- بیجو فیلیپس در نقش Ali Willis
- ریچل ماینر در نقش Lisa Connelly
- نیک استال در نقش Bobby Kent
- مایکل پیت در نقش Donny Semenec
- لئو فیتزپاتریک در نقش Derek Kaufman
- کیلی گارنر در نقش Heather Swallers
- دنیل فرانزیز در نقش Derek Dzvirko
- ناتالی پولدینگ در نقش Claudia
- اولیویا بارنت در نقش Jennifer Stable
- جسیکا سوتا در نقش Emma
- اد آماترودو در نقش Fred Kent
- دبورا اسمیت فورد در نقش Farah Kent
- استیون راولرسون در نقش Mr. Willis
- جودیت کلیتون در نقش Mrs. Willis
- الن لیلی در نقش Martin Puccio
- ایرنه بی. کولتی در نقش Veronica Puccio
- مارک پیرسون در نقش Marty's brother